# 厄茨
厄茨（德語： 或 ）是奥地利蒂罗尔州伊姆斯特县的一个市镇。总面积29.2平方公里，总人口2238人，人口密度76.6人/平方公里（2005年）。